# Jan Berg (calciatore 1943)
Jan Berg (Oslo, 11 maggio 1943 – Bærum, 14 agosto 2005) è stato un allenatore di calcio e calciatore norvegese, di ruolo centrocampista.

## Biografia
È il fratello minore di Axel Berg.

## Carriera

### Giocatore

#### Club
Berg giocò con la maglia del Lyn Oslo dal 1960 al 1971. Totalizzò 139 presenze nella 1. divisjon con questa squadra, con 38 reti all'attivo. Contribuì alla vittoria di due campionati e altrettante Coppe di Norvegia. Disputò anche 16 incontri nelle coppe europee per club, con 6 gol realizzati.

#### Nazionale
Berg conta 6 presenze per la Norvegia under 21.

### Allenatore
Dal 1977 al 1978, fu allenatore del Lyn Oslo.

## Palmarès

### Club

#### Competizioni nazionali
- Campionato norvegese: 2

Lyn Oslo: 1964, 1968
- Coppa di Norvegia: 2

Lyn Oslo: 1967, 1968